# Drepanogynis metoeca
Drepanogynis metoeca är en fjärilsart som beskrevs av Louis Beethoven Prout 1938. Drepanogynis metoeca ingår i släktet Drepanogynis och familjen mätare. Inga underarter finns listade i Catalogue of Life.